# Фоулер (Индиана)
Фоулер (англ. Fowler) — город и административный центр округа Бентон в штате Индиана в Соединённых Штатах Америки.
Согласно данным переписи населения США 2020 года число жителей города 
составляло 2337 человек, что чуть больше (0,9%), чем было во время предыдущей переписи проводившейся в 2010 году (2317 человек).

## История
Первый дом в этих местах был возведен в марте 1871 года Скоттом Шипманом, а его первое предприятие открылось в июне того же года — небольшой универсальный магазин, которым управлял Генри Д. Кларк. Тем не менее считается, что Фаулер был заложен мужем и женой Мозесом и Элизой Фаулер 26 октября 1872 года и изначально состоял из 583 участков, хотя повторное заложение 8 апреля 1875 года расширило его до 1602 участков и 20 кварталов. В последующие годы к городу было сделано еще несколько пристроек. 
В течение следующих нескольких лет появилось ещё несколько предприятий, включая бакалейную лавку, элеваторы, построенные Л. Темплтоном и кузнецу Джона Э. Митчелла, который также был первым почтмейстером города (затем его сменил бакалейщик Генри Джейкобс). В 1874 году Фаулер стал административным центром округа (ранее им был близлежащий Оксфорд).
Несколько архитектурных объектов города включены в Национальный реестр исторических мест США.

## География
Через город проходит несколько важных автомобильных магистралей, в том числе U.S. Route 52.
Согласно данным Бюро переписи населения США, общая площадь Фоулера составляет 1,41 квадратных мили (3,65 км2), из которых 1,4 квадратных мили (3,63 км2 или 99,29%) — это суша и 0,01 квадратных мили (0,03 км2 или 0,71%) приходится на водную поверхность.